# Río Arrecifes
Río Arrecifes är ett vattendrag i Argentina.   Det ligger i provinsen Buenos Aires, i den centrala delen av landet, 140 km nordväst om huvudstaden Buenos Aires, och mynnar ut i Rio Parana-floden.
Omgivningen kring Río Arrecifes består till största delen av jordbruksmark. Området är glesbefolkat, med 20 invånare per kvadratkilometer.